# Championnat de France féminin de handball 2004-2005
Navigation
Division 1F 2003-2004 Division 1F 2005-2006
Le championnat de France féminin de handball 2004-2005 est la cinquante-troisième édition de cette compétition. Le championnat de Division 1 est le plus haut niveau du championnat de France de ce sport. Douze clubs participent à la compétition. 
À la fin de la saison, le Handball Metz Métropole est désigné Champion de France avec 64 points, devant Besançon, 55 points. Il s'agit du 12e titre de l'histoire du Handball Metz Moselle Lorraine et son 2e consécutif.

## Clubs du Championnat
| Club                         | 2003-2004 |
| ---------------------------- | --------- |
| HB Metz métropole            | 1er       |
| ES Besançon                  | 2e        |
| Le Havre AC Handball         | 3e        |
| Cercle Dijon Bourgogne       | 4e        |
| CJF Fleury-les-Aubrais       | 5e        |
| Toulon Var Handball          | 6e        |
| Angoulême Charente handball  | 7e        |
| HBC Nîmes                    | 8e        |
| US Mios-Biganos              | 9e        |
| Mérignac Handball            | 10e       |
| Aunis HB La Rochelle-Périgny | 1er D2    |
| ESC Yutz                     | 2e D2     |

## La saison

### Classement
Le classement final de la saison 2004-2005 est,:
|    | Équipe                      | Pts | J  | G  | N | P  | Bp  | Bc  | Diff |
| -- | --------------------------- | --- | -- | -- | - | -- | --- | --- | ---- |
| 1  | HB Metz métropole (T) (L)   | 64  | 22 | 21 | 0 | 1  | 623 | 426 | 197  |
| 2  | ES Besançon (C)             | 55  | 22 | 16 | 1 | 5  | 635 | 580 | 55   |
| 3  | CJF Fleury-les-Aubrais      | 50  | 22 | 12 | 4 | 6  | 592 | 549 | 43   |
| 4  | Cercle Dijon Bourgogne      | 49  | 22 | 13 | 1 | 8  | 553 | 547 | 6    |
| 5  | Mérignac Handball           | 48  | 22 | 13 | 0 | 9  | 552 | 559 | -7   |
| 6  | Le Havre AC                 | 46  | 22 | 11 | 2 | 9  | 618 | 557 | 61   |
| 7  | HBC Nîmes                   | 42  | 22 | 10 | 0 | 12 | 590 | 570 | 20   |
| 8  | ESC Yutz (P)                | 39  | 22 | 7  | 3 | 12 | 546 | 581 | -35  |
| 9  | SC Angoulême                | 37  | 22 | 7  | 1 | 14 | 553 | 590 | -37  |
| 10 | Toulon Var Handball         | 35  | 22 | 6  | 1 | 15 | 525 | 602 | -77  |
| 11 | US Mios-Biganos (Rep)       | 34  | 22 | 6  | 0 | 16 | 523 | 628 | -105 |
| 12 | Aunis-La-Rochelle (P) (Rel) | 29  | 22 | 3  | 1 | 18 | 561 | 682 | -121 |

|     | Champion, qualifié en Ligue des champions |
|     | Qualifié en Coupe des coupes              |
|     | Qualifié en Coupe de l'EHF                |
|     | Qualifié en Coupe Challenge               |
|     | (Rep) Repêché                             |
|     | (Rel) Relégué en Division 2               |
| (T) | Tenant du titre 2004                      |
| (P) | Promu de Division 2 en début de saison    |
| (C) | Vainqueur de la Coupe de France           |
| (L) | Vainqueur de la Coupe de la Ligue         |

## Statistiques et récompenses

### Meilleures joueuses
Tous les entraîneurs pouvait donner un ou deux joueuses par poste, sans aucune présélection mais avec interdiction de voter pour des joueuses de leur club. Les résultats sont :
- Meilleure joueuse
  - Sophie Herbrecht (Le Havre, 4 voix)
  - Christine Vanparys (Metz, 3 voix)
  - Lenka Černá (Metz, 3 voix)
  - Mouna Chebbah (Angoulême, 1 voix)
  - Stéphanie Fiossonangaye (Besançon, 1 voix)
- Meilleure défenseur
  - Isabelle Wendling (Metz, 6 voix)
  - Paula Gondo (Mérignac, 2 voix)
  - Amélie Goudjo (Toulon, 1 voix)
  - Elena Groposila (Dijon, 1 voix)
  - Véronique Pecqueux-Rolland (Besançon, 1 voix)
  - Bertille Bétaré (Fleury, 1 voix)
- Gardienne de but
  - Lenka Černá (Metz, 8 voix)
  - Stella Joseph-Mathieu (Mérignac, 2 voix)
  - Joanne Dudziak (Nîmes, 2 voix)
  - Anca Grosu (Fleury, 1 voix)
- Arrière gauche
  - Mariama Signaté (Le Havre, 5 voix)
  - Mouna Chebbah (Angoulême, 3 voix)
  - Maureen Zuccaro (Mios, 2 voix)
  - Sophie Herbrecht (Le Havre, 1 voix)
  - Christine Vanparys (Metz, 1 voix)
- Demi-centre
  - Christine Vanparys (Metz, 5 voix)
  - Sophie Herbrecht (Le Havre, 5 voix)
  - Mădălina Simule (Fleury, 2 voix)
  - Myriame Saïd Mohamed (Besançon, 1 voix)
  - Audrey Manneau (Yutz, 1 voix)
- Arrière droite
  - Stéphanie Fiossonangaye (Besançon, 10 voix)
  - Vesna Horaček (Metz, 2 voix)
- Ailière gauche
  - Paule Baudouin (Le Havre, 6 voix)
  - Raphaëlle Tervel (Besançon, 5 voix)
  - Adeline Gaschet (Mérignac, 1 voix)
  - Angélique Spincer (Fleury, 1 voix)
- Pivot
  - Ionela Stanca-Gâlcă (Nimes, 6 voix)
  - Véronique Pecqueux-Rolland (Besançon, 2 voix)
  - Isabelle Wendling (Metz, 2 voix)
  - Amélie Goudjo (Toulon, 2 voix)
- Ailière droite
  - Sabrina Legenty (Mios, 4 voix)
  - Estelle Vogein (Metz, 3 voix)
  - Léontine Kibamba (Mios, 2 voix)
  - Anamaria Grozav-Stecz (Dijon, 2 voix)
  - Nathalie Selambarom (Yutz, 1 voix)
- Révélation
  - Alissa Gomis (Mérignac, 3 voix)
  - Angélique Spincer (Fleury, 2 voix)
  - Mélanie Muller (Nîmes, 1 voix)
  - Audrey Manneau (Yutz, 1 voix)
  - Ionela Stanca-Gâlcă (Nîmes, 1 voix)
  - Sophie Herbrecht (Le Havre, 1 voix)

### Meilleures marqueuses
Les meilleures marqueuses sont :
| Rang | Joueuse                 | Club                         | Buts |
| ---- | ----------------------- | ---------------------------- | ---- |
| 1    | Stéphanie Fiossonangaye | ES Besançon                  | 139  |
| 2    | Myriame Saïd Mohamed    | ES Besançon                  | 138  |
| 3    | Sophie Herbrecht        | Le Havre AC Handball         | 137  |
| -    | Maureen Zuccaro         | US Mios-Biganos              | 137  |
| 5    | Mélanie Muller          | HBC Nîmes                    | 131  |
| 6    | Gisèle Donguet          | Cercle Dijon Bourgogne       | 120  |
| -    | Mădălina Simule         | CJF Fleury-les-Aubrais       | 120  |
| 8    | Florence Bègue          | ESC Yutz                     | 117  |
| 9    | Elena Groposila         | Cercle Dijon Bourgogne       | 114  |
| 10   | Ionela Stanca-Gâlcă     | HBC Nîmes                    | 113  |
| 11   | Mouna Chebbah           | Angoulême Charente handball  | 112  |
| 12   | Léontine Kibamba        | US Mios-Biganos              | 110  |
| 13   | Noumia Zitiou           | Mérignac Handball            | 109  |
| -    | Paula Gondo             | Mérignac Handball            | 109  |
| 15   | lanka Jordanova         | Aunis HB La Rochelle-Périgny | 107  |
| 16   | Stéphanie Lambert       | Toulon Var Handball          | 104  |
| 17   | Christine Vanparys      | HB Metz métropole            | 103  |
| 18   | Paule Baudouin          | Le Havre AC Handball         | 99   |
| 19   | Sonia Cendier-Ajaguin   | HB Metz métropole            | 97   |
| 20   | Vesna Horaček           | HB Metz métropole            | 92   |

### Meilleures gardiennes de but
Les meilleures gardiennes de but sont :
| Rang | Joueuse                 | Club                         | Buts |
| ---- | ----------------------- | ---------------------------- | ---- |
| 1    | Iuliana Cioculeasa (ro) | ESC Yutz                     | 252  |
| 2    | Stella Joseph-Mathieu   | Mérignac Handball            | 250  |
| 3    | Anca Grosu              | CJF Fleury-les-Aubrais       | 246  |
| 4    | Lenka Černá             | HB Metz métropole            | 236  |
| 5    | Joanne Dudziak          | HBC Nîmes                    | 226  |
| 6    | Halina Lotareva         | Le Havre AC Handball         | 223  |
| 7    | Pauline Jeoffroy        | Cercle Dijon Bourgogne       | 178  |
| 8    | Laëtitia Denier         | Aunis HB La Rochelle-Périgny | 175  |
| 9    | Johana Bouveret         | Toulon Var Handball          | 165  |
| 10   | Erika Roy               | Angoulême Charente handball  | 159  |
| -    | Nicky Houba             | Le Havre AC Handball         | 159  |
| 12   | Vanessa Leclerc         | ES Besançon                  | 156  |
| 13   | Anastasiya Bachvarova   | US Mios-Biganos              | 147  |
| 14   | Marie-Annick Dezert     | Toulon Var Handball          | 143  |
| 15   | Stéphanie Pere          | US Mios-Biganos              | 126  |
| 16   | Melissa Gillibert       | Aunis HB La Rochelle-Périgny | 124  |
| 17   | Emilie Gras             | Cercle Dijon Bourgogne       | 118  |
| 18   | Séverine Rayon          | Angoulême Charente handball  | 102  |
| 19   | Wendy Obein             | CJF Fleury-les-Aubrais       | 99   |
| 20   | Laurie Cabrol           | HBC Nîmes                    | 90   |

## Effectif du champion
L'effectif du Handball Metz Métropole pour le championnat était composé de :
Gardiennes
- Lenka Černá
- Amandine Leynaud
- Linda Pradel

Joueuses de champ
- Claire Allienne
- Sonia Cendier
- Hélène François
- Delphine Guehl
- Vesna Horaček
- Nina Kanto
- Stéphanie Lannes-Jean
- Laura Lerus-Orfèvres
- Carmen Nițescu
- Katty Piejos
- Christine Vanparys
- Estelle Vogein
- Isabelle Wendling

Entraineur
- Bertrand François